# Spirodela polyrhiza
Espèce
Statut de conservation UICN

 LC  : Préoccupation mineure
Spirodela polyrhiza est une espèce de plantes aquatiques de la famille des Araceae (sous-famille des Lemnoïdées), l'une des espèces auxquelles appartiennent les « lentilles d'eau ». Elle était initialement affectée à la famille des Lemnacées. 

## Répartition
Ce taxon se rencontre dans les pays suivants : Afrique du Sud, Allemagne, Australie, Autriche, Belgique, Belize, Biélorussie, Bosnie-Herzégovine, Botswana, Bulgarie, Burundi, Bénin, Cameroun, Canada, Chine, Colombie, Costa Rica, Croatie, Cuba, Côte d'Ivoire, Danemark, Dominique, Espagne, Finlande, France, Ghana, Grèce, Guatemala, Haïti, Honduras, Hongrie, Inde, Indonésie, Iran, Irlande, Italie, Jamaïque, Japon, Kenya, Macédoine du Nord, Malaisie, Malawi, Maroc, Mexique, Monténégro, Mozambique, Namibie, Nicaragua, Nigeria, Norvège, Népal, Ouganda, Palestine, Panama, Papouasie-Nouvelle-Guinée, Pays-Bas, Philippines, Pologne, Porto Rico, Portugal, Pérou, Roumanie, Royaume-Uni, Russie, Rwanda, Taïwan, République démocratique du Congo, Salvador, Serbie, Slovénie, Soudan du Sud, Soudan, Sénégal, Tanzanie, Tchad, Tchéquie, Thaïlande, Togo, Turquie, Ukraine, Zambie, Zimbabwe, Égypte, Équateur, États-Unis, Éthiopie.

## Systématique
Le nom correct complet (avec auteur) de ce taxon est Spirodela polyrhiza (L.) Schleid..
L'espèce a été initialement classée dans le genre Lemna sous le basionyme Lemna polyrhiza L..
Ce taxon porte en français les noms vernaculaires ou normalisés suivants : Spirodèle à racines nombreuses, Spirodèle à plusieurs racines, Lentille d'eau à racines nombreuses, spirodèle polyrhize, Lenticule à plusieurs racines,, lenticule à nombreuses racines, lentille d'eau à nombreuses racines, lentille d'eau à plusieurs racines.
Spirodela polyrhiza a pour synonymes :
- Lemna bannatica Waldst. & Kit.
- Lemna bannatica Waldst. & Kit. ex Schleid.
- Lemna major Griff.
- Lemna maxima Blatt. & Hallb.
- Lemna obcordata P.Beauv.
- Lemna orbicularis Kit.
- Lemna orbicularis Kit. ex Schult.
- Lemna orbiculata Roxb.
- Lemna polyrhiza var. concolor Kurz
- Lemna polyrhiza L.
- Lemna thermalis P.Beauv.
- Lemna thermalis P.Beauv. ex Nutt.
- Lemna transsilvanica Schur
- Lemna umbonata A.Braun
- Lemna umbonata A.Braun ex Hegelm.
- Lenticula polyrrhiza (L.) Lam.
- Lenticulata polyrhiza (L.) Lam.
- Spirodela atropurpurea Montandon
- Spirodela maxima (Blatt. & Hallb.) McCann
- Spirodela polyrhiza var. masonii Daubs
- Telmatophace orbicularis (Kit. ex Schult.) Schur
- Telmatophace polyrhiza (L.) Godr.
- Thelmatophace orbicularis Schur
- Thelmatophace polyrhiza (L.) Godr.